# Mignères
Mignères ist eine französische Gemeinde mit 314 Einwohnern (Stand: 1. Januar 2022) im Département Loiret in der Region Centre-Val de Loire. Sie gehört zum Arrondissement Montargis und zum Kanton Courtenay. Die Einwohner werden Mignérois genannt.

## Geographie
Die Gemeinde Mignères liegt etwa 60 Kilometer ostnordöstlich von Orléans in der Landschaft Gâtinais. Umgeben wird Mignères von den Nachbargemeinden Courtempierre im Norden, Treilles-en-Gâtinais im Norden und Nordosten, Gondreville im Osten, Villevoques im Süden, Moulon im Südwesten sowie Mignerette im Westen und Nordwesten.

## Bevölkerungsentwicklung
| Jahr                       | 1962 | 1968 | 1975 | 1982 | 1990 | 1999 | 2006 | 2013 | 2022 |
| Einwohner                  | 298  | 321  | 320  | 299  | 292  | 324  | 326  | 310  | 314  |
| Quellen: Cassini und INSEE |      |      |      |      |      |      |      |      |      |

## Sehenswürdigkeiten
- Kirche Saint-Martin
- Wasserturm

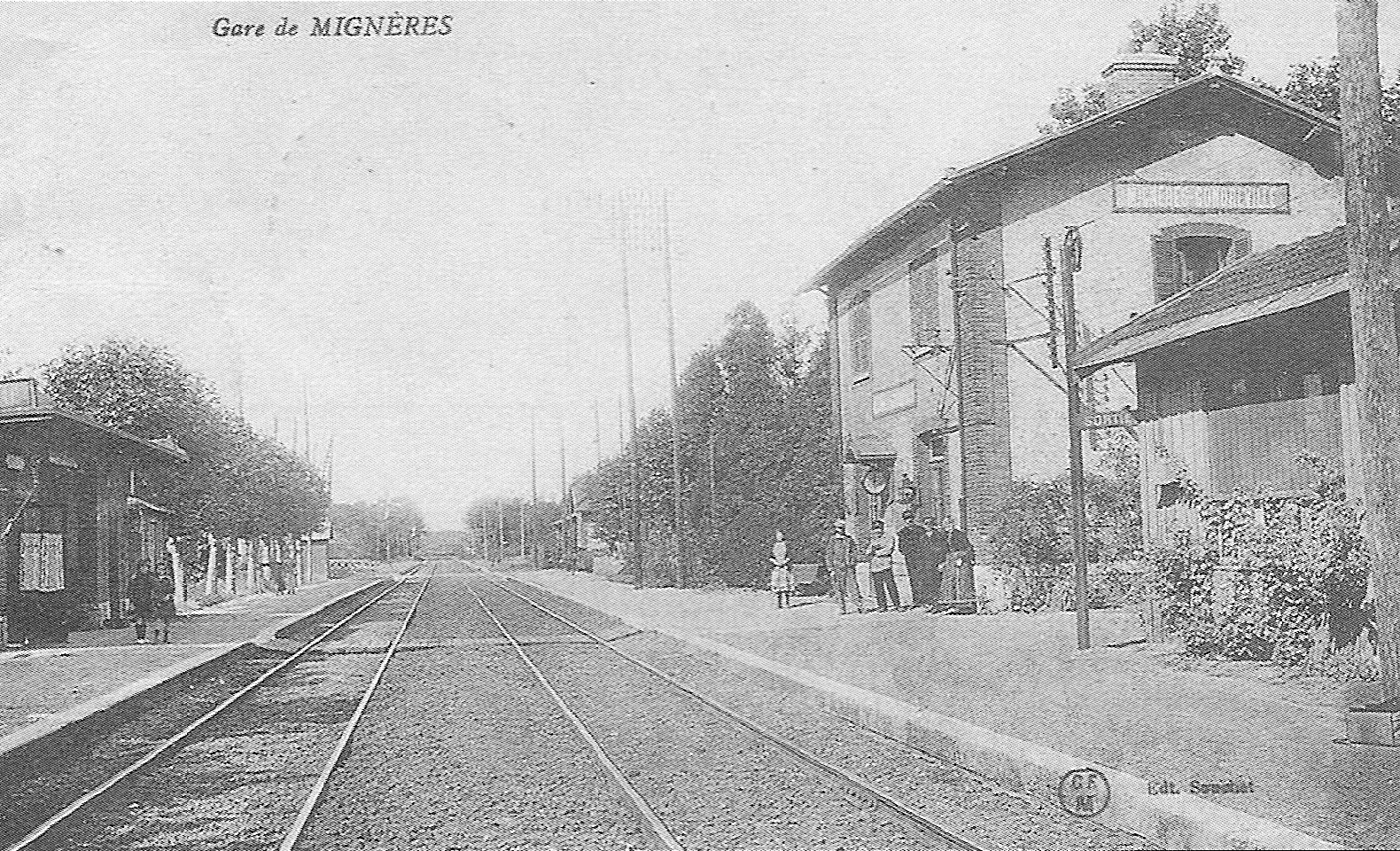
Bahnhof Mignères - Gondreville Anfang des 20. Jahrhunderts